# A holnap háborúja
A holnap háborúja (eredeti cím: The Tomorrow War) 2021-ben bemutatott amerikai katonai tudományos fantasztikus akciófilm, amelyet Zach Dean forgatókönyvéből Chris McKay rendezett, David S. Goyer produceri közreműködésével. A főbb szerepekben Chris Pratt, Yvonne Strahovski, J. K. Simmons és Betty Gilpin látható.
Az emberiség a jövőben egy földönkívüli invázió elleni háborúra összpontosít. A múltból származó katonák segítenek nekik az idegenek elleni harcban.
A Paramount Pictures eredetileg mozis bemutatót tervezett, de a COVID-19-járvány miatt az Amazon Studios szerezte meg a forgalmazási jogokat. A film online elérhető formátumban 2021. július 2-án jelent meg az Amazon Prime Video-n.

## Cselekmény
A világ megdöbben, amikor 2022 decemberében időutazók egy csoportja érkezik a Katarban rendezett labdarúgó-világbajnokság döntőjére a 2050-es évből, hogy sürgős üzenetet adjanak át: a jövőben az emberiség vesztésre áll egy globális háborúban egy halálos idegen fajjal szemben. Az emberiség túlélése néhány tudós tervén múlik. Megtalálták a módját annak, hogy a múltból katonákat hozzanak a háború folytatására és ehhez önkénteseket keresnek. Azonban nagyok az emberi veszteségek (eleinte 50%, majd pedig csak 30% tér vissza élve), és ahogy a profi katonák „elfogynak”, ezután civileket kezdenek besorozni. Elindul egy értelmetlen „háborúellenes” civil tiltakozás is. A „katonai szolgálat” mindössze 7 nap hosszúságú, utána az adott katona (ha még vannak életjelei) automatikusan visszakerül a saját idejébe.
Az emberiség túlélésének egyetlen reménye, hogy a jelenből származó katonák és civilek átkerülnek a jövőbe, és ott csatlakoznak a harchoz. Az időugrást egy kezdetleges kivitelezésű féreglyukon keresztül hajtják végre.
Egy év múlva az erőszakosan beszervezettek közé kerül egy középiskolai tanár, családapa, Dan Forester (Chris Pratt) is, mivel egy vizsgálattal megállapítják, hogy alkalmas az időugrásra.
Dan felesége (aki pszichológusként háborús veteránok rehabilitációjával foglalkozik) le akarja beszélni róla, és szökésre biztatja, de a karjára erősített nyomkövető ezt lehetetlenné teszi. úgy dönt, nem hátrál meg a feladat elől, és elszántan meg akarja menteni a világot fiatal lánya számára. A jövőben a parancsnoka egyúttal egy zseniális biológus (Yvonne Strahovski), aki olyan méreg után végez kutatást, amivel a lényeket el lehet pusztítani (pontosabban a központi nőstényt, ami a legerősebb, mert utána a többi is elpusztítható). Ehhez először egy vakmerő akcióval elfognak élve egy élő nőstényt, ami egy föld alatti „fészekben” található. Nagy emberveszteség árán sikerül elfogni a lényt, amit egy kutatólaborba szállítanak, hogy a véréből mintát véve kutatásokat végezhessenek. A rendelkezésre álló idő nagyon szűkös.
Mellesleg kiderül, hogy a „zseniális biológus” Dan saját kislánya.
Azt a tervet találják ki, hogy vissza kell vinni a mérget a múltjukba, ott tömegesen le kell gyártatni, majd ezt vissza lehet vinni a jövőbe és ott fegyverként alkalmazni a lények ellen. Azonban az utolsó ugrás után az utazást lehetővé tevő féreglyuk ugrópontja megsemmisül a lények támadása közben, ezért további jövőbeli ugrásra nincs lehetőség.
Az egyik veterán katona (aki már három küldetést teljesített) „szuvenírként” az egyik megölt lény karmát hordja a nyakában. Mivel a civil katonák közül az egyikük tudós, ezért megvizsgáltatják vele a karom összetételét, amiről kiderül, hogy vulkáni hamu található benne. Mivel Dan egyik diákja mindent tud a vulkánokról, megtudják tőle, hogy a vulkán valahol Koreában törhetett ki ezer évvel korábban. Az is ismert, hogy a lények első ízben Oroszország területén bukkantak fel, és semmiféle katonai észlelőeszköz (műhold, radar) nem jelezte az érkezésüket.
A hely vizsgálatából kiderül, hogy a lények felbukkanása a globális felmelegedés egyik következménye lehet, mivel a lények valószínűleg lezuhantak az űrhajójukkal, amit később betemetett a vulkáni hamu, majd pedig jégréteg vonta be a területet. A felmelegedés miatt azonban ez a réteg olvadni kezdett, és a lények ekkor elszabadulhattak.
Dan felveszi a kapcsolatot a tőle elhidegült apjával (J. K. Simmons), hogy pilótaként vegyen részt egy titkos és veszélyes akcióban. Dan apja a vietnámi háborúból visszatért veterán, aki nem tudott beilleszkedni a civil életbe (saját elmondása szerint túl erőszakos volt hozzá), ezért a saját fia és felesége érdekében inkább elhagyta őket (akkor Dan 13 éves lehetett).
A csapat elutazik Oroszország távol-keleti területére (az ott élőket irtották ki a lények leghamarabb, akik emberhússal táplálkoznak), és egy „tűt keresnek a szénakazalban”, de találnak egy mesterséges ajtót, amiről jogosan feltételezik, hogy a lények űrhajójához vezet.
Lent megtalálják a lényeket egy teremben, felfüggesztett, de eléggé aktív állapotban. Elkezdik oltani őket a kifejlesztett speciális méreggel, de néhány lény kiszabadul és rájuk támad. Kimenekülnek, és a legutolsó C4-es robbanószerrel felrobbantja az idegen űrhajót, benne a még életben lévő idegen lényekkel.
Néhány lény már előbb kiszabadul, ezeket Dan apja és a tudós leöldösik (a tudós láncfűrésszel), azonban egy szívós nősténynek is sikerült kijutnia. Dan beszúrja a lény egyik lábába a mérget, mire az kezd elhalni, de a lény lerágja, és újból rájuk támad. Most már csak ketten harcolnak ellene. Végül közelharcban sikerül egy szakadék szélére csalogatni és a szájába dobni a maradék mérget, majd lerúgni a szakadékba, ahol szétrobban.
Dan hazatér a családjához, vele tartó apját pedig bemutatja a lányának, akit a nagyapja még soha nem látott.

## Szereplők
(A magyar hangok a szereposztás mellett feltüntetve)
- Chris Pratt – Dan Forester, korábbi Delta Force Operátor, az iraki háborúban (Miller Zoltán)
- Yvonne Strahovski – Vicki Winslow, korábbi Romeo parancsnok (Peller Anna)
- J. K. Simmons – Slade, Dan apja (Barbinek Péter)
- Betty Gilpin – Emmy Forester (Solecki Janka)
- Sam Richardson – Charlie (Bognár Tamás)
- Edwin Hodge – Dorian (Barabás Kiss Zoltán)
- Jasmine Mathews – Hart hadnagy (Makay Andrea)
- Ryan Kiera Armstrong – Muri (Bak Julianna)
- Keith Powers – Greenwood őrnagy (Szatory Dávid)
- Theo Von – Barney
- Mary Lynn Rajskub – Norah (Bertalan Ágnes)
- Seychelle Gabriel – Diaz őrmester
- Mike Mitchell – Cowan (Szatmári Attila)

## A film készítése
2019 februárjában jelentették be, hogy Chris Pratt tárgyalásokat folytat a filmben (akkor Ghost Draft néven ismert) való szerepléséről, melyet Chris McKay rendez. Júliusban Yvonne Strahovski is csatlakozott a szereplőgárdához. JK Simmons, Betty Gilpin, Sam Richardson, Theo Von, Jasmine Mathews, Keith Powers augusztusban csatlakoztak, Majd Mary Lynn Rajskub, Edwin Hodge és további szereplők csatlakoztak szeptemberben. A filmet átnevezték The Tomorrow War-ra. Az idegenek kinézetét Ken Barthelmey tervezte.

### Filmforgatás
A forgatás 2019. szeptember 1-jén kezdődött Lincolntonban, Atlantában és Izlandon.

### Mozi és streaming
A filmet 2020. december 25-én tervezte bemutatni a Paramount Pictures, de a COVID-19 járvány miatt 2021. július 23-ra ütemezték át, figyelembe véve a Mission: Impossible 7 megjelenési dátumát, majd később ismét törölték a menetrendből. 2021 januárjában a hírek szerint 200 millió dollárt ajánlott a film jogaiért az Amazon Studios. 2021 áprilisában jelentették be, hogy az Amazon megvásárolta a filmet, és 2021. július 2-án a Prime Video-n mutatja be.